# مراط (دير الزور)
مراط قرية سورية تتبع ناحية خشام في منطقة مركز دير الزور في محافظة دير الزور. بلغ عدد سكانها 9496 نسمة في عام 2004 حسب إحصاء المكتب المركزي للإحصاء.